# Robert Morris (criptógrafo)
Robert Morris (25 de julio de 1932 – 26 de junio de 2011) fue un criptógrafo y científico informático americano.

## Familia y educación
Morris nació en Boston, Massachusetts. Sus padres fueron Walter W. Morris, vendedor de profesión, y Helen Kelly Morris. Recibió un título de grado en matemáticas de la Universidad de Harvard en 1957 y un máster en matemáticas aplicadas de Harvard en 1958.
Se casó con Anne Farlow y tuvieron tres hijos: Robert Tappan Morris, autor del gusano Morris de 1988, Meredith Morris, y Benjamin Morris.

## Laboratorios Bell
Desde 1960 hasta 1986, Morris fue investigador de Laboratorios Bell, trabajando en Multics y más tarde en Unix. Las contribuciones de Morris a las primeras versiones de Unix incluyen la librería matemática, el lenguaje de programación BC, el programa crypt y el esquema de cifrado de la contraseña utilizado para la autentificación de usuarios. El esquema de cifrado (inventado por Roger Needham), estaba basado en el uso de una función trampa (ahora llamada función de derivación de claves) para computar los hashes de las contraseñas de usuarios almacenadas en el archivo /etc/passwd; técnicas análogas que, contando con diferentes funciones, se encuentran todavía en uso hoy en día.

## Agencia de Seguridad Nacional
En 1986, Morris empezó a trabajar en la Agencia de Seguridad Nacional (NSA). Trabajó como jefe científico del Centro de Seguridad Informática Nacional de la NSA, estando implicado en la producción de las series Rainbow de los estándares de seguridad informática. Se retiró de la NSA en 1994. Una vez le dijo a un periodista que, estando en la NSA, ayudó al FBI a decodificar evidencias cifradas.
Hay una descripción de Morris en el libro El huevo del cuco de Clifford Stoll. Muchos lectores del libro recuerdan a Morris por darle a Stoll un desafiante rompecabezas matemático (originalmente por John H. Conway) en el transcurso de sus discusiones sobre seguridad informática: ¿Cuál es el siguiente número en la secuencia 1 11 21 1211 111221? (conocida como la constante de Conway). Stoll optó por no incluir la respuesta a este rompecabezas en El huevo del cuco, para frustración de muchos lectores.
Robert Morris falleció en Lebanon, Nuevo Hampshire.

## Citas
- Nunca subestimes la atención, riesgo, dinero y tiempo que un adversario empleará en leer tráfico.
- Primera regla del criptoanálisis: comprobar el texto plano.[9]
- Las tres reglas de oro para garantizar la seguridad informática son: no tener un computador, no encenderlo y no usarlo.[10]

## Publicaciones seleccionadas
- (con Fred T. Grampp) UNIX Operating System Security, AT&T Bell Laboratories Technical Journal, 63, part 2, #8 (October 1984), pp. 1649-1672.